# Likferd
Likferd è il quarto e ultimo album in studio della viking metal band norvegese Windir.
Likferd significa sepoltura nel dialetto di Sogndal, la città natale di Valfar.
La copertina del disco rappresenta “Likferd at Sognedjorden”, realizzato dai pittori Adolph Tidemande e Hans Gude nel 1853.

## Tracce
1. Resurrection of the Wild – 5:52
2. Martyrium – 5:00
3. Despot – 6:01
4. Blodssvik – 5:47
5. Fagning – 8:31
6. On the Mountain of Goats – 5:24
7. Dauden – 4:19
8. Ætti Mørkna – 7:46

## Formazione
- Valfar - voce, fisarmonica
- Hvàll - basso
- Strom - chitarra solista
- Sture Dingsøyr - chitarra ritmica
- Righ - tastiere
- Steingrim - batteria